# 大島正滿
大島正滿（1884年6月21日—1965年6月26日），外號大島烏秋，日本北海道札幌市人，東京帝國大學理科大學畢業，是日本研究台灣白蟻、蛇類及魚類的動物學學者。他不但對於台灣淡水魚類發現與分類都極有貢獻，也是台灣獨特魚種櫻花鉤吻鮭的發現者與命名者。因深愛台灣動物與研究，大島正滿還以台灣白蟻的天敵鳥類之一；烏秋（即大捲尾）作為自己的別名。

## 求學過程
大島正滿出生於日本北海道札幌，在經過基礎教育後，他於1904年考上日本最高學府－東京帝國大學，專攻研究理科領域之動物學。1907年，大島正滿的叔父長尾半平前往台灣就任台灣總督府土木局局長。應長尾之邀，他以調查員的身分前往台灣，主要目的是研究白蟻。
20世紀初，以中國清朝南方建築與日式木造建築為主的台灣官署建築，深受白蟻侵襲之苦。諸如設於台北的總督府（舊總督府，今台北中山堂附近）、臺灣銀行等建物都有相當嚴重的蟻災。而因為研究方法嚴謹，有效提出防治方式，尚在東京就學的大島正滿受到台灣總督府的信賴。也因此，1908年，大島正滿順利於東帝大畢業後，隨即應總督府之聘，前往台灣執掌該島之白蟻調查與防治的相關工作。

## 白蟻研究
因台灣與日本氣候迥異，如何預防與抑制白蟻是日本殖民建築所面臨的考驗之一。而大島正滿正是台灣日治時期台灣白蟻研究的先驅。1909年，他出版台灣有史以來第一回的白蟻研究報告，之後連同栗山俊一組成的台灣白蟻研究團隊在1909年－1917年年間，於《台灣總督府中央研究所調查報告》、日本《動物學雜誌》、《菲律賓科學月刊》共同相繼發表六回白蟻調查報告。該報告主要內容乃針對臺灣白蟻對建築破壞的徵兆、防蟻化學藥劑研發、木材耐蟻性質研究、引進天敵防蟻法的嘗試等等。這階段，大島正滿還因為白蟻預防方式與日本內地昆蟲學權威矢野宗幹於各種場合展開文獻論戰，而此論戰不但讓大島聲名大噪，也成為1910年代初期日本動物學界的熱門話題。
因為大島正滿在此階段研究發現，台灣常見鳥類之烏秋，實為白蟻的天敵，而所有白蟻防治方法中，最有效且環保的方式即大量飼養烏秋。雖然他此提議因實施困難未獲防治單位青睞，不過他卻因此有了「大島烏秋」的別名。除了表示熱愛台灣動物研究之外，也以「白蟻天敵」自勉。

## 發現櫻花鉤吻鮭
白蟻研究告一段落後，1917年，大島前往美國史丹福大學跟隨魚類大師喬丹攻讀博士學位。同年，大島的助手青木赳雄在調查宜蘭區域淡水魚類時，於叭哩沙（今羅東）遇到服務於四季社派出所的津崎友松警察。該基層警察談到大甲溪上游比亞南鞍部附近的梨山社，有一種類似日本國內之鱒魚的存在，津崎並送了一尾用鹽醃製的該溪特產鮭魚標本給青木。青木當下即向正於美國史丹佛大學研究的大島報告，但是大島當時並無法實際看到該標本，故無法鑑定其種類。
直到1918年大島回到台灣，親自檢視標本，繪製詳細的魚圖，並詳述其形態特徵，寄給美國的魚類學大師喬丹博士，兩人這才把亞熱帶台灣的冰河孑遺－台灣鮭魚介紹給世人，共同發表了這個震驚世界的新發現。
1919年6月，大島先以日文的報告，發表在當時的《台灣農事報》和《台灣博物學報》上。在此報告用的鮭魚名稱是他和喬丹博士共同命名的，正式學名為Salmo saramao Jordan and Oshima，日文名即為（Saramao masu）。此學名意指在泰雅族的Saramao部落居住地採得的鱒魚，此一部落約於今梨山附近。
有趣的是，大島寄給喬丹博士的報告在1919年11月於美國發表時，學名卻改為Salmo formosanus。其原因是因為喬丹博士在接到大島正滿的報告後，覺得這個震驚全世界的魚類學大事，若僅以鮮為人知的山地部落名字命名，恐怕不為外人所認識，故改以臺灣為名，日語則稱為「台灣鱒」（タイワンマス）。

## 淡水魚研究
1920年，大島正滿以台灣淡水魚研究獲得博士學位，返台之後仍繼續對該學術領域有所貢獻。同年，他陸續發表數種台灣淡水魚新種，1922年－1923年，則專對台灣魚類整理工作，諸如蝦魚科、鯛科、比目科均有系統研究。
1924年，大島正滿離台前往日本東京高校任教，之後，則以教職為主。戰後，則擔任GHQ資源局水產課顧問，1965年他病逝於日本，年81。

## 其他
除了白蟻與台灣淡水魚研究外，大島正滿對台灣學術界尚有以下成就
- 開台灣動物地理學研究風氣
- 台灣爬蟲類的分類與命名
- 帝雉標本製作與研究
- 台灣蛇毒的研究

## 相關詞條
- 多田綱輔、江崎悌三、松村松年、青木文一郎、素木得一、堀川安市、渡邊龜作、菊池米太郎、黑田長禮、楚南仁博、梭德